# 普里米爾內
47°28′17″N 34°39′56″E / 47.47139°N 34.66556°E
普里米爾內（烏克蘭語：Примірне）是位於烏克蘭東南部的村莊，由扎波羅熱州瓦西里夫卡區的沃佳內市鎮負責管轄。該村始建於1922年，面積0.7平方公里，2001年人口224，人口密度每平方公里341.5人。